# Llanon
Llanon  è un villaggio con status di community della costa del Galles centro-occidentale, facente parte della contea del Ceredigion e della parrocchia civile di Llansantffraed  ed affacciato sulla baia di Cardigan (mare d'Irlanda).

## Etimologia
Il toponimo Llanon significa letteralmente "chiesa (llan) di Santa Non".

## Geografia fisica
Llanon si trova nella parte sud-occidentale del Ceredigion, all'incirca a metà strada tra Llanrhystud ed Aberaeron (rispettivamente a sud/sud-ovest della prima e a nord/nord-est della seconda) e a circa 11 miglia a sud/sud-ovest di Aberystwyth.

## Storia
Secondo la leggenda, San Davide del Galles,durante una visita alla madre, Santa Non, avrebbe creato delle strisce di terra tra i fiumi Cledan e Peris per donarli ai poveri pescatori del villaggio.
Nel 1215 il villaggio fu ceduto da Rhys ap Gruffud ai vescovi di St David's.
Nella metà del XIX secolo si assistette ad una forte emigrazione da parte degli abitanti di Llanon e dei villaggi vicini verso gli Stati Uniti d'America.

## Monumenti e luoghi d'interesse
Tra i luoghi d'interesse di Llanon, figura la chiesa  parrocchiale di Llansantffraed, che presenta delle vetrate in cui sono raffigurati Santa Non e San Davide del Galles.